# Rover (hokej na ledu)
Rover je bil hokejski igralski položaj v hokeju na ledu. 
V poznem 19. in zgodnjem 20. stoletju je hokej na ledu sestavljalo 7 položajev. To so bili: vratar, dva branilca, trije napadalci (ki so ostali do danes) in rover. Roverji za razliko od ostalih igralcev niso imeli določenega položaja in so drsali po ledu tja, kjer je bilo potrebno. 
Ko je raven hokeja na ledu narasla, je potreba po roverju v moštvu upadla. Ob svoji ustanovitvi leta 1910 se je NHA odločila izključita roverja. Njena naslednica NHL je storila isto ob svoji ustanovitvi leta 1917. Kljub temu je liga Pacific Coast Hockey Association, ustanovljena leta 1911, obdržala roverja. Podobno je obdržala oz. zopet uvedla roverja Western Canada Hockey League ob svoji ustanovitvi leta 1921. 
Ker NHA in kasneje NHL ni imela roverja, PCHA pa, so za tekme za Stanleyjev pokal sprejeli kompromis. Ta je vključeval, da so tekme razlikovale med NHA/NHL in PCHA pravili, s čimer so enkrat imela prednost moštva iz NHA in NHL, drugič pa moštva iz PCHA.
Leta 1923 sta tako PCHA kot WCHL ukinili položaj roverja. Roverja so dolgo videli kot nepotrebnega na ledu, kot igralca, ki je povzročal gnečo.  S to odločitvijo lig PCHA in WCHL je rover dokončno izginil iz profesionalnega hokeja na ledu. 